# George Alexandre dos Reis
George Alexandre dos Reis (Rio de Janeiro, 5 de novembro de 1953 – 6 de abril de 2019) foi um virologista, pesquisador e professor universitário brasileiro.
Comendador da Ordem Nacional do Mérito Científico e membro titular da Academia Brasileira de Ciências, George era professor emérito da Universidade Federal do Rio de Janeiro e conduzia pesquisas em imunologia pelo Instituto de Biofísica Carlos Chagas Filho.

## Biografia
George nasceu na capital fluminense, em 1953. Ingressou no curso de medicina da Universidade Federal do Rio de Janeiro, em 1972, graduando-se em 1977. Ainda era estudante de medicina quando começou a estagiar na iniciação científica com o professor Gilberto Mendes de Oliveira Castro, no Instituto de Biofísica. Em 1978, ingressou no mestrado pela mesma instituição, defendido em 1980. No mesmo ano, ingressou no doutorado. Por seu trabalho com as funções do macrófago nas lesões cardíacas pós-estreptocócicas mediadas por linfócitos T, ganhou o Prêmio Lafi de Ciências de 1981.
Em 1983, ingressou como professor e pesquisador no Instituto de Biofísica, onde trabalhou com autorreatividade e regulação imunofarmacológica de linfócitos T. Foi secretário-geral da Sociedade Brasileira de Imunologia e Coordenador de Pós-Graduação do Instituto de Biofísica da UFRJ. Em 1987, transferiu-se para o Instituto de Microbiologia da UFRJ. Foi coordenador da área Biomédica da FAPERJ entre 1988 e 1989. Entre 1989 e 1991, realizou estágio de pós-doutorado nos Institutos Nacionais da Saúde, nos Estados Unidos.
Com apoio da Organização Mundial da Saúde, reestruturou seu laboratório para a pesquisa da imunologia de doenças parasitárias. Em 1992, tornou-se professor titular e livre-docente de Imunologia da UFRJ e editor seccional de Imunologia do Brazilian Journal of Medical and Biological Research. Em 1995, foi indicado membro associado da Academia Brasileira de Ciências.
George retornaria para o Instituto de Biofísica em 1997, onde era chefe do Laboratório de Biologia Imunitária. Foi coordenador científico do Instituto de Biofísica, fomentando linhas de pesquisa estratégicas para a instituição.

## Morte
George faleceu na manhã de 6 de abril de 2019, aos 65 anos, no Rio de Janeiro, após anos combatendo um câncer. Ele foi sepultado no Cemitério São João Batista. Deixou uma filha, a psiquiatra Moema Costa dos Reis e vários netos.